# Fytoalexine

Capsidiol is een fytoalexine dat door een aantal planten wordt aangemaakt in respons op een pathogene aanval.

Fytoalexinen vormen een groep van antimicrobiële organische verbindingen die door planten de novo aangemaakt worden en die snel accumuleren in geïnfecteerde gebieden van de plant. De stoffen vormen een breed spectrum aan biologische remmers. De verschillende stoffen zijn vaak karakteristiek voor de plant of groep planten waarbij ze gevonden worden. Fytoalexinen kunnen chemisch gezien bij verschillende groepen ingedeeld worden, waaronder terpenen, glycosteroïden en alkaloïden. In de hierboven gegeven strikte definitie gaat het alleen om verbindingen die geïnduceerd (na besmetting) aangemaakt worden. Vaak wordt echter ook het totale arsenaal van defensieve fytochemicaliën tot de fytoalexinen gerekend, los van de vraag of ze in een specifieke situatie worden aangemaakt of altijd in de plant aanwezig zijn.

## Functie
Fytoalexinen die door planten geproduceerd worden vormen een bedreiging voor het aanvallende organisme. De soort dreiging kan verschillen: van het doorboren van de celmembraan, via vertraagde groei en verstoring van het metabolisme tot het verhinderen van de reproductie van de aanvaller. Het belang van deze stoffen voor de verdediging van de plant blijkt door stijging van de gevoeligheid van de plant als de biosynthese van de fytoalexinen geblokkeerd wordt. Mutanten die niet in staat zijn tot de synthese van fytoalexinen worden veel meer aangetast door pathogenen dan de niet-gemuteerde vorm. Om deze reden zijn waardplant-specifieke pathogenen, die in staat zijn de fytoalexinen af te breken en te neutraliseren, veel schadelijker dan algemene soorten die daar niet toe in staat zijn.
Planten en plantencellen die deeltjes herkennen die afkomstig zijn van beschadigde cellen of van een pathogeen, kunnen op twee manieren reageren: een algemene directe reactie of een specifiekere reactie. Het duurt echter langer om deze laatste te realiseren. 
Als onderdeel van de geïnduceerde korte termijnreactie produceert de plant een aantal reactieve zuurstofverbindingen, zoals superoxiden en waterstofperoxide, om indringende cellen te doden.
In reactie op de aanwezigheid van een pathogeen bestaat de algemene reactie verder uit een overgevoeligheidsreactie, waarbij cellen rond de plek van infectie worden aangezet tot apoptose, geprogrammeerde celdood, om op deze manier verspreiding van het pathogeen over de rest van de plant te voorkomen.
Lange termijnresistentie, ook systemische verkregen resistentie of SAR (Engels voor Systemic Acquired Resistance) genoemd, maakt gebruik van communicatie tussen beschadigd weefsel en de rest van de plant. Bij dit laatste spelen plantenhormonen als jasmijnzuur, ethyleen, abscisinezuur of salicylzuur een rol. De aanwezigheid van deze stoffen leidt tot algemene veranderingen in de plant, waarbij genen geïnduceerd worden die bescherming bieden tegen een verdere verspreiding van het pathogeen in de plant. Onder andere de genen die betrokken zijn bij de biosynthese van fytoalexinen zijn daar een onderdeel van. Vaak treedt, wanneer jasmonaten (esters van jasmonzuur) of bepaalde gassen vrijkomen uit het beschadigde weefsel, ook in omringende planten een reactie op en wordt overgegaan tot de aanmaak van fytoalexinen. Voor herbivoren, zelf vaak vectoren bij de verspreiding van plantenziekten, is de aanwezigheid van deze vluchtige plantenhormonen een teken om de betreffende plant niet meer als eetbaar te beschouwen. Vaak wordt ook de oude wijsheid, de vijand van mijn vijand is mijn vriend, in praktijk gebracht: de aanwezigheid van de vluchtige hormonen waarschuwen als het ware de natuurlijke vijanden van een pathogeen op de aanwezigheid van fytoalexinen.

## Fytoalexinen als medicijn
Allixine (3-hydroxy-5-methoxy-6-methyl-2-pentyl-4H-pyran-4-on), een verbinding met een γ-pyronstructuur, was het eerste fytoalexine dat uit knoflook werd geïsoleerd. De plant maakt de verbinding als hij wordt blootgesteld aan mechanische beschadiging. De verbinding bleek een groot aantal unieke biologische eigenschappen te bezitten. Het wordt onder meer genoemd als antioxidant, anti-microbiologisch middel, remmer op het ontstaan van tumoren, en remmer van de binding van aflatoxine B2 aan het DNA. Daarnaast zijn ook neurologische effecten beschreven.
In vivo is voor allixine een remmende werking geconstateerd op de ontwikkeling van huidtumoren door TPA in met DMBA behandelde muizen. Allixine en analoge verbindingen worden daarom onderzocht op hun mogelijkheden als kankervoorkomende stof.